# Talagi (Russland)
Talagi (russisch Талаги) ist eine Siedlung in Nordwestrussland. Der Ort gehört zur Oblast Archangelsk und hat 1829 Einwohner (Stand 14. Oktober 2010). Talagi gehört administrativ zum Primorski rajon.

## Geographie
Talagi befindet sich etwa  neun Kilometer nördlich der Oblasthauptstadt Archangelsk. Der Ort liegt am rechten Ufer der Kusnetschicha (Кузнечиха), einem Nebenfluss der Nördlichen Dwina.
Talagi ist Verwaltungszentrum der Gemeinde Talaschskoje selskoje posselenije (Талажское сельское поселение), die neben Talagi neun Dörfern (eines davon unbewohnt) mit insgesamt 1975 Einwohnern (Stand 2010) umfasst.

## Geschichte
Die heutige Siedlung Talagi entstand Ende des 19. Jahrhunderts und bestand im Jahr 1908 aus acht Häusern. Bereits vor der russischen Besiedlung im 12. Jahrhundert wurde das Gebiet von Finno-ugrischen Völkern bewohnt. So leitet sich der Name Talagi sich vom finno-ugrischen Wort für Weide beziehungsweise Weidenrute ab. Mit der aufkommenden Holzindustrie in der Region wurde 1928 in Talagi ein Zellulose- und Papierkombinat errichtet. In der wachsenden Siedlung wurde in den 1930er Jahren ein Krankenhaus, eine Ziegelei, eine Grundschule und eine Radiostation gebaut. 1937 entstand in Talagi ein Straf- und Arbeitslager des NKWD, welches bis 1960 bestand. Von Ende 1938 bis 1942 befand sich hier auch die Verwaltung des KuloiLag (Кулойлаг) in dessen Lagerpunkten zeitweise bis zu 30.400 Personen inhaftiert waren. Die Häftlinge des Gulag, von denen 77 Prozent als sogenannte „Volksfeinde“ galten, wurden in der Forstindustrie, sowie unter anderem bei der Herstellung von Massenware wie Möbeln, Dachschindeln sowie Blech- und Töpferwaren eingesetzt. Seit 1961 befinden sich auf dem Gebiet des ehemaligen Lagers die Psychiatrische Klinik Nummer 2 der Oblast Archangelsk (Архангельская областная клиническая психиатрическая больница № 2) sowie eine Besserungsarbeitslager für jugendliche Straftäter (Воспитательно-трудовая колония). Im Jahr 1978 wurde in Talagi ein großes Tanklager errichtet.

## Infrastruktur und Verkehr
Ausgehend von Archangelsk verläuft durch Talagi die Talaschskoje schosse (Талажское шоссе) in Richtung des 11 Kilometer nördlich gelegenen Dorfes Ischma (Ижма). Nach Archangelsk verkehren mehrere Buslinien. Wenige Kilometer südöstlich des Ortes liegt der internationale Flughafen Talagi. Der Großteil der Bevölkerung lebt in den sich im Norden des Ortes befindenden Plattenbausiedlungen. Östlich dieser Siedlungen direkt an der Talaschskoje schosse befindet sich ein großes Tanklager. Weiter östlich in einem Waldgebiet liegt die Psychiatrische Klinik Nummer 2 der Oblast Archangelsk. Im Süden Talagis gibt es neben einer Besserungsanstalt für Kinder (Детская воспитательная колония) sowie einer Strafkolonie (Исправительная колония № 3) drei große Datschensiedlungen. Talagi ist in Besitz einer Mittelschule.